# 음바쾅가
음바쾅가(Mbaqanga)는 오늘날 전 세계의 음악가들에게 계속해서 영향을 미치고 있는 줄루 뿌리가 있는 남아프리카 음악의 스타일이다. 그 스타일은 1960년대 초에 시작되었다.

## 역사
역사적으로, 1913년의 토지 법과 같은 단체 지역 법(1950년)은 처음에 흑인 남아프리카 사람들이 다른 부족 사회로부터 통합되는 것을 막았다. 대부분의 흑인 원주민 음악가들이 그들의 부족의 경계를 넘어서 인정 받는 것은 불가능하다.